# Гондориш (Терраш-ди-Бору)
Гондори́ш (порт. Gondoriz) — район (фрегезия) в Португалии, входит в округ Брага. Является составной частью муниципалитета Терраш-ди-Бору. Находится в составе крупной городской агломерации Большое Минью. По старому административному делению входил в провинцию Минью. Входит в экономико-статистический субрегион Каваду, который входит в Северный регион. Население составляет 335 человек на 2001 год. Занимает площадь 8,38 км².